# Luar
Luar es un programa de la Televisión de Galicia. Se trata de uno de los grandes éxitos de la TVG, siendo líder de audiencia en su franja horaria y con una especial relevancia en la audiencia entre los gallegos emigrados a través de Galicia TV, el canal internacional de la CRTVG. Es uno de los programas más longevos de la historia de la televisión en España al llevar 32 años en antena de forma ininterrumpida.

## Trayectoria
Dirigido por Teo Manuel Abad y Xosé Ramón Gayoso, realizado por Carola Prego y presentado también por Xosé Ramón Gayoso.  Se emite en directo desde el Plató 1000 en Montouto, Teo, los viernes por la noche a las 22:00. Es un programa eminentemente musical que le da un amplio espacio a la música gallega (sobre todo a la tradicional), aunque en el programa hay espacio para el humor y los concursos. El programa se repite los domingos a las 16:15. Anteriormente se emitía desde Dona Dana (Touro) y LP45 (Órdenes).
Muchas figuras del audiovisual y de la música gallega hicieron sus primeras apariciones en él o bien se hicieron conocidos en toda Galicia como Luis Tosar, Mercedes Peón, Paula Vázquez o Os Tonechos, pero en total han pasado por el programa más de 5000 artistas. 

Luar fue emitido también en el País Vasco durante la década de los noventa, a través de ETB 2, el canal en castellano de Euskal Telebista, como homenaje a la numerosa comunidad gallega afincada en dicho territorio.

## Audiencia
Temporada tras temporada se sitúa entre los cinco primeros en la clasificación de los programas gallegos más vistos. Luar fue el quinto programa más visto de la TVG en la temporada 2006-07, con 181 000 espectadores de promedio y el segundo en cuota de pantalla con un porcentaje del 22,71 %. En la temporada 2007-08 sufrió un poco el desgaste y la fragmentación de la audiencia al hacer un promedio de 175 000 espectadores con un 20,54 % de audiencia.
Luar es el único programa del mundo ganador de siete Best International Format Awards en la categoría de cadenas de ámbito no estatal.

## Galardones y nominaciones

### Premios Mestre Mateo
| Año  | Categoría                         | Receptor             | Resultado |
| ---- | --------------------------------- | -------------------- | --------- |
| 2002 | Mejor programa de televisión      | TVG                  | Nominado  |
| 2002 | Mejor comunicador de televisión   | Xosé Ramón Gayoso    | Ganador   |
| 2003 | Mejor programa de televisión      | TVG                  | Nominado  |
| 2010 | Mejor comunicador de televisión   | Xosé Ramón Gayoso    | Nominado  |
| 2013 | Mejor realizador                  | Carola Prego Grueiro | Nominada  |
| 2013 | Mejor programa de televisión      | TVG                  | Nominado  |
| 2013 | Mejor comunicador de televisión   | Xosé Ramón Gayoso    | Ganador   |
| 2014 | Mejor programa de televisión      | TVG                  | Nominado  |
| 2015 | Mejor comunicador/a de televisión | Lucía Regueiro       | Nominada  |

### Premios Pello Sarasola
| Año  | Categoría                 | Receptor | Resultado |
| ---- | ------------------------- | -------- | --------- |
| 2016 | Mejor programa autonómico | TVG      | Nominado  |